# Ерне Рубик
Ерне Рубик (мађ. Rubik Ernő; Будимпешта, 13. јул 1944) је мађарски проналазач, вајар и професор архитектуре. Познат је пре свега по својим играчкама — Рубикова змија и Рубикова коцка, која се сматра једном од најпродаванијих играчака у свету, јер је до 2005. године продата у више од 300 милиона примерака.
Рођен је у Будимпешти током Другог светског рата. Његов отац је био авио-инжењер у фабрици у Естергому, а мајка је песникиња. Године 1967. је дипломирао на Техничком универзитету у Будимпешти.
Године 1983, основао је свој студио (Рубик студио), а 1987. добио је звање професора. 1990. са Јаношем Гинстлером је основао академију Magyar Mérnöki Akadémia и био је њен председник до 1996. Прве Рубикове коцке су направљене 1977. године, када су се и појавиле у радњама Будимпеште. Три године касније коцка је представљена на сајмовима играчака у Западним метрополама – Лондону, Њујорку, Паризу и Нирнбергу.
Данас Ерне Рубик углавном пише текстове о архитектури и води Рубик студио.